# مارتين بيريز غيديس
مارتين بيريز غيديس (بالإسبانية: Martín Pérez Guedes)‏ هو لاعب كرة قدم أرجنتيني في مركز الوسط، ولد في 18 أغسطس 1991 في مدينة تريس آرويوس في الأرجنتين. لعب مع كيلمس.

## وصلات خارجية
- مارتين بيريز غيديس على موقع قاعدة بيانات كرة القدم.إي يو (الإنجليزية)
- مارتين بيريز غيديس على موقع Soccerway.com (الإنجليزية)